# かものはしかも。
かものはしかも。は、サンエックスのキャラクター。

## 概要
2007年11月に、第1号グッズの販売を開始。 

## ゲーム
2009年12月3日にアスキー・メディアワークスからニンテンドーDS用ゲームソフト『かものはしかも。あいまい生活のすすめ』が発売された。ゲームのジャンルは「かものはしかも。」達とコミュニケーションを図る「あいまい生活コミュニケーション」となっている。